# Takanori Nakajima
Takanori Nakajima (født 9. februar 1984) er en japansk fodboldspiller.
Han har spillet for flere forskellige klubber i sin karriere, herunder Shonan Bellmare, Yokohama FC, Avispa Fukuoka, Kashiwa Reysol og Gainare Tottori.